# Diri
Diri est un village du Cameroun situé dans le département de la Bénoué et la Région du Nord. Il fait partie du Lamidat et de la commune de Dembo.

## Population
Les habitants de Diri sont de la communauté peulh venant du Nigéria. Ils sont installés dans cette localité depuis plusieurs siècles. Actuellement, l'ancien chef du village Djaoro Maïgari Bello est décédé en 2009 laissant 50 enfants. Son deuxième fils, Maïgari Koïranga, qui succéda à son père en devenant chef du village troisième degré, car son premier fils Maïgari Yaouba avait quitté la localité de Dembo très jeune pour se rendre au Congo Kinshasa là où il se marie avec Mahamat Falmata. Ils ont eu ensemble 7 enfants et 23 ans petits-enfants en France, précisément à Angers, dans les Pays de la Loire. 
Maigari Bello dit Djaoro Diri enfants : 
- Inna Kaya  
- Mariam 
- Fadimatou 
- Koïranga 
- Maïgari Yaouba enfants : 
- Amadou 
- Inna Malé 
- Bello 
- Abdraman  
- Hawa 
- Mariam  
- Abassi  
- Zarha  
- Moustapha  
Lors du recensement de 2005, 36 habitants y sont dénombrés.